# Dwanaście krzeseł (film 1933)
Dwanaście krzeseł (czes. Dvanáct křesel) – polsko-czechosłowacki film komediowy z roku 1933 w reżyserii Michała Waszyńskiego i Maca Frica.
Film powstał na podstawie powieści Dwanaście krzeseł Ilji Ilfa i Jewgienija Pietrowa.

## Fabuła
Główny bohater, Ferdinand Šuplátko (w tej roli Vlasta Burian), jest fryzjerem. Pewnego dnia otrzymuje spadek, ale okazuje się, że jest to tylko 12 krzeseł. Oddaje je do komisu.
Kiedy jednak odnajduje list od ciotki, dowiaduje się, że w jednym z krzeseł ukryto 100 tysięcy dolarów. Tymczasem krzesła zostały już sprzedane. Ferdynand postanawia odzyskać spadek. Pomaga mu w tym antykwariusz Kamil Klepka (Adolf Dymsza).

## Obsada
- Vlasta Burian – fryzjer Ferdinand Šuplátko
- Adolf Dymsza – antykwariusz Kamil Klepka
- Zula Pogorzelska – kierowniczka domu sierot
- Zofia Jaroszewska – zarządzająca domem sierot
- Wiktor Biegański – profesor spirytysta
- Lo Kitay
- Stanisław Belski
- Eugeniusz Koszutski
- Józef Kondrat – taksówkarz
- Hanna Parysiewicz
- Wanda Jarszewska

## Informacje dodatkowe
- Jest to jedna z nielicznych koprodukcji filmowych okresu międzywojennego.